# Les Mayons
Les Mayons (okzitanisch Lei Maions) ist eine französische Gemeinde mit 625 Einwohnern (Stand 1. Januar 2022) im Département Var in der Region Provence-Alpes-Côte d’Azur. Sie gehört zum Arrondissement Brignoles und zum Kanton Le Luc.
Die angrenzenden Gemeinden sind Le Luc im Nordwesten, Le Cannet-des-Maures im Nordosten, La Garde-Freinet im Südosten, Collobrières im Süden und Gonfaron im Westen.

## Bevölkerungsentwicklung
| 1962 | 1968 | 1975 | 1982 | 1990 | 1999 | 2006 | 2014 |
| ---- | ---- | ---- | ---- | ---- | ---- | ---- | ---- |
| 276  | 253  | 274  | 300  | 450  | 550  | 598  | 639  |